# Wahlbezirk Österreich unter der Enns 41
Der Wahlbezirk Österreich unter der Enns 41 war ein Wahlkreis für die Wahlen zum Abgeordnetenhaus im österreichischen Kronland Österreich unter der Enns. Der Wahlbezirk wurde 1907 mit der Einführung der Reichsratswahlordnung geschaffen und bestand bis zum Zusammenbruch der Habsburgermonarchie.

## Geschichte
Nachdem der Reichsrat im Herbst 1906 das allgemeine, gleiche, geheime und direkte Männerwahlrecht beschlossen hatte, wurde mit 26. Jänner 1907 die große Wahlrechtsreform durch Sanktionierung von Kaiser Franz Joseph I. gültig. Mit der neuen Reichsratswahlordnung schuf man insgesamt 516 Wahlbezirke, wobei mit Ausnahme Galiziens in jedem Wahlbezirk ein Abgeordneter im Zuge der Reichsratswahl gewählt wurde. Der Abgeordnete musste sich dabei im ersten Wahlgang oder in einer Stichwahl mit absoluter Mehrheit durchsetzen. Der Wahlkreis Österreich unter der Enns 41 umfasste die Gemeinden St. Pölten, Herzogenburg, Ybbs an der Donau, Scheibbs, Amstetten und Waidhofen an der Ybbs (aus den gleichnamigen Gerichtsbezirken) sowie Melk und Pöchlarn (beide Gerichtsbezirk Melk).
Aus der Reichsratswahl 1907 ging Alfred Schmid (Christlichsoziale Partei) mit 55 Prozent in der Stichwahl gegen den Sozialdemokraten Emil Polke als Sieger hervor. Bei der Reichsratswahl 1911 setzte sich hingegen Polke in der Stichwahl mit 51 Prozent gegen Schmid durch.

## Wahlen

### Reichsratswahl 1907
Die Reichsratswahl 1907 wurde am 14. Mai 1907 (erster Wahlgang) sowie am 23. Mai 1907 (Stichwahl) durchgeführt.

#### Erster Wahlgang
| Kandidat                                                                    | Partei                             | Wahlkreis- stimmen | Stimmen- anteil |
| --------------------------------------------------------------------------- | ---------------------------------- | ------------------ | --------------- |
| Alfred Schmid                                                               | Christlichsoziale Partei           | 3258               | 45,3 %          |
| Emil Polke                                                                  | Sozialdemokratische Arbeiterpartei | 2126               | 29,5 %          |
| Baron Aichelburg                                                            | Deutsche Volkspartei               | 1794               | 24,9 %          |
| Sonstige                                                                    |                                    | 20                 | 0,3 %           |
| Wahlberechtigte: 7648, Ungültige/Leere Stimmen: 87, Wahlbeteiligung: 95,3 % |                                    |                    |                 |

#### Stichwahl
| Kandidat                                                                     | Partei                             | Wahlkreis- stimmen | Stimmen- anteil |
| ---------------------------------------------------------------------------- | ---------------------------------- | ------------------ | --------------- |
| Alfred Schmid                                                                | Christlichsoziale Partei           | 3789               | 54,7 %          |
| Emil Polke                                                                   | Sozialdemokratische Arbeiterpartei | 3144               | 45,3 %          |
| Wahlberechtigte: 7648, Ungültige/Leere Stimmen: 272, Wahlbeteiligung: 94,2 % |                                    |                    |                 |

### Reichsratswahl 1911
Die Reichsratswahl 1911 wurde am 13. Juni 1911 (erster Wahlgang) sowie am 20. Juni 1911 (Stichwahl) durchgeführt.

#### Erster Wahlgang
| Kandidat                                                                     | Partei                             | Wahlkreis- stimmen | Stimmen- anteil |
| ---------------------------------------------------------------------------- | ---------------------------------- | ------------------ | --------------- |
| Alfred Schmid                                                                | Christlichsoziale Partei           | 3046               | 36,5 %          |
| Emil Polke                                                                   | Sozialdemokratische Arbeiterpartei | 2644               | 31,7 %          |
| Franz Pittner                                                                | Deutsche Volkspartei               | 2615               | 31,4 %          |
|                                                                              | Sonstige                           | 31                 | 0,4 %           |
| Wahlberechtigte: 9021, Ungültige/Leere Stimmen: 185, Wahlbeteiligung: 94,5 % |                                    |                    |                 |

#### Stichwahl
| Kandidat                                                               | Partei                             | Wahlkreis- stimmen | Stimmen- anteil |
| ---------------------------------------------------------------------- | ---------------------------------- | ------------------ | --------------- |
| Emil Polke                                                             | Sozialdemokratische Arbeiterpartei | 4076               | 50,5 %          |
| Alfred Schmid                                                          | Christlichsoziale Partei           | 3995               | 49,5 %          |
| Wahlberechtigte: 9021, Ungültige Stimmen: 380, Wahlbeteiligung: 93,7 % |                                    |                    |                 |